# Qendër Piskovë
Qendër Piskovë là một xã trong quận Përmet thuộc hạt Gjirokastër, Albania. Dân số năm 2005 là 2784 người.